# DreamWorks Animation
DreamWorks Animation LLC (também conhecida simplesmente como DreamWorks) é um estúdio de animação americano e uma subsidiária da NBCUniversal. Está sediada em Glendale, Califórnia, e produz filmes animados, programas de televisão e jogos virtuais online. Atualmente, o estúdio lançou um total de 50 longas-metragens, começando com FormiguinhaZ (1998) até seu filme mais recente O Homem-Cão (2024) e seu próximo filme Como treinar o seu Dragão (2025).
Em apenas 10 anos de existência, se tornou a maior concorrente da Walt Disney Animation Studios no quesito animação. Foi originalmente formada como uma divisão da DreamWorks Pictures em 1994 por alguns ex-alunos do antigo ramo de animação da Amblin Entertainment, foi transformada em uma empresa pública separada em 2004. A DreamWorks Animation atualmente mantém seu campus em Glendale e também estúdios de satélite na Índia e China. Em 22 de agosto de 2016, a Comcast adquiriu a DreamWorks Animation por US $ 3,8 bilhões, tornando-a uma divisão da NBCUniversal.
Em maio de 2019, seus filmes arrecadaram US $ 15,019 bilhões em todo o mundo com uma média bruta de US $ 417,2 milhões por filme. Quinze dos filmes produzidos pelo estúdio estão entre os 50 filmes de animação com maior bilheteria de todos os tempos, com Shrek 2 tendo a décima primeira maior bilheteria. Embora o estúdio também tenha feito filmes de animação tradicional no passado, bem como duas co-produções em stop-motion com a Aardman Animations, todos os seus filmes agora usam animação por computador.
O estúdio ganhou três Oscar, além de 41 prêmios Emmy e vários prêmios Annie, além de várias indicações ao Globo de Ouro e ao BAFTA. Nos últimos anos, o estúdio de animação adquiriu e criou novas divisões em um esforço para diversificar os seus negócios.
Os filmes produzidos pela DreamWorks Animation foram originalmente distribuídos em todo o mundo pela DreamWorks Pictures de 1998 a 2006, depois pela Paramount Pictures de 2006 a 2012 e pela 20th Century Fox de 2013 a 2017. A Universal Pictures agora distribui os filmes subsequentes da DreamWorks Animation, que começaram em 22 de fevereiro de 2019 com o lançamento de Como Treinar o seu Dragão 3.

## História
Em 12 de outubro de 1994, o diretor e produtor Steven Spielberg, o executivo musical David Geffen e o ex-executivo da Disney Jeffrey Katzenberg fundaram a DreamWorks SKG. Eles se juntaram pela primeira vez em 1995.
Em 1995, a DreamWorks assinou um contrato de co-produção com a Pacific Data Images para formar uma subsidiária. Esta nova unidade iria produzir filmes gerados por computador, começando com Antz (1998). No mesmo ano, a DreamWorks SKG produziu The Prince of Egypt, que utilizou tanto a tecnologia CGI e técnicas de animação tradicional.
Em 1997, a DreamWorks fez uma parceria com a Aardman Animations, um estúdio britânico de animação em stop-motion, para co-produzir e distribuir Chicken Run, um filme em stop-motion já em pré-produção. Dois anos mais tarde, eles estenderam o acordo para mais quatro filmes. Nesta parceria, a DreamWorks participou na produção de filmes em stop-motion em Bristol, e a Aardman participou na produção de alguns filmes em CGI feitos nos Estados Unidos.
Três anos depois, a DreamWorks SKG criou uma nova divisão, a Dreamworks Animation, que iria produzir regularmente os dois tipos de filmes de animação. Em 2001, Shrek foi lançado, ganhando o primeiro Oscar de Melhor Filme de Animação do estúdio. Devido ao sucesso das animações em CGI, a DWA decidiu, naquele mesmo ano, sair do ramo das animações tradicionais após as próximas duas das quatro animações feitas à mão do estúdio. A partir de Shrek 2, todos os filmes lançados, com exceção dos co-produzidos com a Aardman, foram produzidos em CGI. O lançamento de Shrek 2 e Shark Tale também fez a DWA ser o primeiro estúdio a produzir duas animações em CGI em apenas um ano.
Em novembro de 2006, a DWA terminou sua parceria com a Aardman após o lançamento de Flushed Away. O anúncio foi feito antes do lançamento do filme, em 3 de outubro, devido a "diferenças criativas".
De acordo com a Los Angeles Times, a DreamWorks Animations estava negociando com a Sony Pictures para distribuir seus próximos filmes, como The Croods e Turbo. Também foi mencionado a possibilidade da Sony ser responsável pela distribuição nos Estados Unidos, enquanto a 20th Century Fox iria lidar com a distribuição internacional. Em agosto de 2012, a DWA assinou um acordo de distribuição de cinco anos com a 20th Century Fox para ambos os mercados doméstico e internacional. No entanto, o acordo não incluía os direitos de distribuição de filmes lançados anteriormente. Rise of the Guardians foi o último filme do estúdio a ser distribuído pela Paramount Pictures, e The Croods se tornou o primeiro a ser distribuído pela 20th Century Fox.
Em 2006, anunciou que faria um filme baseado na série animada Mr. Peabody & Sherman, seguimento animado da série The Rocky and Bullwinkle Show pertencente à Classic Media, em julho de 2012, a DreamWorks Animation anunciou a compra da Classic Media, que passou a se chamar DreamWorks Classics, com isso a empresa conseguiu os direitos de outras franquias como Lassie, Casper the Friendly Ghost e Riquinho. Em 2014, foi lançado o filme Mr. Peabody and Sherman, no mesmo ano, a empresa adquiriu os direitos de Gato Félix.
Em 17 de junho de 2013, a DWA anunciou um acordo para fornecer 300 horas de conteúdo original exclusivo para a Netflix, antes mesmo da estreia na TV. Parte da intenção do acordo era estabelecer uma renda mais confiável para DWA para cobrir o risco financeiro de depender exclusivamente do mercado de filmes para os cinemas.
Em abril de 2016, a Universal Pictures anunciou o interesse em comprar a DreamWorks Animation por US $ 3,8 bilhões.
Em 14 de novembro de 2016, a DWA cancelou a sequência de Os Croods por problemas no enredo.
Como treinar seu dragão: O mundo escondido foi o primeiro filme distribuído pela Universal Pictures, faturando cerca de 520 milhões de dólares.
O segundo é Abominável produzido em associação com a chinesa Pearl. Os próximos filmes do estúdio serão Trolls World Tour e The Croods 2 lançados ambos em 2020.

## Produções

### Filmes lançados
| #  | Título Original                                | Título no Brasil                               | Título em Portugal                           | Data de lançamento        | Orçamento (dólares) | Receita bruta   | RT    | IMDb |
| -- | ---------------------------------------------- | ---------------------------------------------- | -------------------------------------------- | ------------------------- | ------------------- | --------------- | ----- | ---- |
| 1  | Antz                                           | Formiguinhaz                                   | Formiga Z                                    | 2 de outubro de 1998      | 105 000 000         | 171 757 863     | 95 %  | 6,4  |
| 2  | The Prince of Egypt                            | O Príncipe do Egito                            | O Príncipe do Egipto                         | 18 de dezembro de 1998    | 70 000 000          | 218 613 188     | 79 %  | 6,8  |
| 3  | The Road to El Dorado                          | O Caminho para El Dorado                       | O Caminho para El Dorado                     | 31 de março de 2000       | 95 000 000          | 76 432 727      | 49 %  | 6,6  |
| 4  | Chicken Run                                    | A Fuga das Galinhas                            | A Fuga das Galinhas                          | 23 de junho de 2000       | 45 000 000          | 224 834 564     | 96 %  | 7,1  |
| 5  | Joseph: King of Dreams                         | José: O Rei dos Sonhos                         | José - Rei dos Sonhos                        | 7 de novembro de 2000     | 80 000 000          | (direto em DVD) | 66%   | 6,9  |
| 6  | Shrek                                          | Shrek                                          | Shrek                                        | 18 de maio de 2001        | 60 000 000          | 484 409 218     | 89 %  | 7,9  |
| 7  | Spirit: Stallion of the Cimarron               | Spirit: O Corcel Indomável                     | Spirit: Espírito Selvagem                    | 24 de maio de 2002        | 80 000 000          | 122 563 539     | 69 %  | 6,7  |
| 8  | Sinbad: Legend of the Seven Seas               | Sinbad - A Lenda dos Sete Mares                | Sinbad - A Lenda dos Sete Mares              | 2 de julho de 2003        | 60 000 000          | 80 767 884      | 45 %  | 6,5  |
| 9  | Shrek 2                                        | Shrek 2                                        | Shrek 2                                      | 19 de maio de 2004        | 150 000 000         | 919 838 758     | 89 %  | 7,3  |
| 10 | Shark Tale                                     | O Espanta Tubarões                             | O Gang dos Tubarões                          | 1 de outubro de 2004      | 75 000 000          | 367 275 019     | 36 %  | 6,0  |
| 11 | Madagascar                                     | Madagascar                                     | Madagáscar                                   | 27 de maio de 2005        | 78 000 000          | 532 680 671     | 55 %  | 6,8  |
| 12 | Wallace & Gromit: The Curse of the Were-Rabbit | Wallace & Gromit: A Batalha dos Vegetais       | Wallace & Gromit: A Maldição do Coelhomem    | 7 de outubro de 2005      | 30 000 000          | 192 610 372     | 95 %  | 7,7  |
| 13 | Over The Hedge                                 | Os Sem Floresta                                | Pular a Cerca                                | 19 de maio de 2006        | 80 000 000          | 336 002 996     | 75 %  | 6,9  |
| 14 | Flushed Away                                   | Por Água Abaixo                                | Por Água Abaixo                              | 3 de novembro de 2006     | 149 000 000         | 178 120 010     | 72 %  | 6,8  |
| 15 | Shrek the Third                                | Shrek Terceiro                                 | Shrek - O Terceiro                           | 18 de maio de 2007        | 160 000 000         | 813 958 162     | 41 %  | 6,0  |
| 16 | Bee Movie                                      | Bee Movie - A História de Uma Abelha           | A História de Uma Abelha                     | 2 de novembro de 2007     | 150 000 000         | 287 594 577     | 51 %  | 6,2  |
| 17 | Kung Fu Panda                                  | Kung Fu Panda                                  | O Panda do Kung Fu                           | 6 de junho de 2008        | 130 000 000         | 631 744 560     | 88 %  | 7,6  |
| 18 | Madagascar: Escape 2 Africa                    | Madagascar 2: A Grande Escapada                | Madagáscar 2                                 | 7 de novembro de 2008     | 150 000 000         | 603 900 354     | 64 %  | 6,7  |
| 19 | Monsters vs. Aliens                            | Monstros vs. Alienígenas                       | Monstros vs. Aliens                          | 27 de março de 2009       | 175 000 000         | 381 509 870     | 72 %  | 6,7  |
| 20 | How to Train Your Dragon                       | Como Treinar o Seu Dragão                      | Como Treinares o Teu Dragão                  | 26 de março de 2010       | 165 000 000         | 494 878 759     | 98 %  | 8,2  |
| 21 | Shrek Forever After                            | Shrek para Sempre                              | Shrek para Sempre                            | 21 de maio de 2010        | 165 000 000         | 752 600 867     | 57 %  | 6,4  |
| 22 | Megamind                                       | Megamente                                      | Megamind                                     | 5 de novembro de 2010     | 130 000 000         | 321 885 765     | 73 %  | 7,3  |
| 23 | Kung Fu Panda 2                                | Kung Fu Panda 2                                | O Panda do Kung Fu 2                         | 26 de maio de 2011        | 150 000 000         | 665 692 281     | 81 %  | 7,3  |
| 24 | Puss in Boots                                  | O Gato de Botas                                | O Gato das Botas                             | 4 de novembro de 2011     | 130 000 000         | 554 709 226     | 83 %  | 6,7  |
| 25 | Madagascar 3: Europe's Most                    | Madagascar 3: Os Procurados                    | Madagáscar 3                                 | 8 de junho de 2012        | 145 000 000         | 746.921.274     | 78 %  | 7,0  |
| 26 | Rise of the Guardians                          | A Origem dos Guardiões                         | A Origem dos Guardiões                       | 21 de novembro de 2012    | 145 000 000         | 303 712 758     | 76 %  | 7,5  |
| 27 | The Croods                                     | Os Croods                                      | Os Croods                                    | 22 de março de 2013       | 135 000 000         | 585 181 807     | 70 %  | 7,3  |
| 28 | Turbo                                          | Turbo                                          | Turbo                                        | 19 de julho de 2013       | 135 000 000         | 282 570 682     | 67 %  | 6,5  |
| 29 | Mr. Peabody and Sherman                        | As Aventuras de Peabody e Sherman              | Mr. Peabody e Sherman                        | 7 de março de 2014        | 145 000 000         | 272 912 430     | 78 %  | 6,0  |
| 30 | How to Train Your Dragon 2                     | Como Treinar o Seu Dragão 2                    | Como Treinares o Teu Dragão 2                | 13 de junho de 2014       | 145 000 000         | 618 909 935     | 92 %  | 7,9  |
| 31 | Penguins of Madagascar                         | Os Pinguins de Madagascar                      | Os Pinguins de Madagáscar                    | 26 de novembro de 2014    | 132 000 000         | 358 100 000     | 72 %  | 6,8  |
| 32 | Home                                           | Cada um na Sua Casa                            | Home: A Minha Casa                           | 27 de março de 2015       | 135 000 000         | 386.041.607     | 46 %  | 6,8  |
| 33 | Kung Fu Panda 3                                | Kung Fu Panda 3                                | O Panda do Kung Fu 3                         | 29 de janeiro de 2016     | 145 000 000         | 521.170.825     | 86 %  | 7,5  |
| 34 | Trolls                                         | Trolls                                         | Trolls                                       | 4 de novembro de 2016     | 125 000 000         | 345 000 000     | 74 %  | 6,5  |
| 35 | The Boss Baby                                  | O Poderoso Chefinho                            | The Boss Baby                                | 31 de março de 2017       | 125 000 000         | 527.965.936     | 53 %  | 6,3  |
| 36 | Captain Underpants: The First Epic Movie       | As Aventuras do Capitão Cueca                  | Capitão Cuecas - O Filme                     | 2 de junho de 2017        | 38 000 000          | 125 000 000     | 86 %  | 6,2  |
| 37 | How to Train Your Dragon: The Hidden World     | Como Treinar o Seu Dragão 3: O Mundo Escondido | Como Treinares o Teu Dragão: O Mundo Secreto | 22 de fevereiro de 2019   | 129.000.000         | 517.526.875     | 100 % | 8,0  |
| 38 | Abominable                                     | Abominável                                     | Abominável                                   | 27 de setembro de 2019    | 75.000.000          | 188.700.000     | 81%   | 7,0  |
| 39 | Trolls World Tour                              | Trolls 2                                       | Trolls: Tour Mundial                         | 10 de abril de 2020       | 95.000.000          | 47.700.000      | 70%   | 5,1  |
| 40 | The Croods: A New Age                          | Os Croods 2: Uma Nova Era                      | Os Croods: Uma Nova Era                      | 26 de novembro de 2020    | 65.000.000          | 215.900.000     | 75%   | 6,0  |
| 41 | Spirit Untamed                                 | Spirit: O Indomável                            | Spirit Invencível                            | 4 de junho de 2021        | 30.000.000          | 42.700.000      | 49%   | 5,4  |
| 42 | The Boss Baby: Family Business                 | O Poderoso Chefinho 2 - Negócios da Família    | Boss Baby: Negócios de Família               | 2 de Julho de 2021        | 82.000.000          | 146.800.000     | 45%   | 5,9  |
| 43 | The Bad Guys                                   | Os Caras Malvados                              | Os Mauzões                                   | 15 de Abril de 2022       | 80.000.000          | 244.500.000     | 87%   | 6,8  |
| 44 | Puss in Boots: The Last Wish                   | Gato de Botas 2: O Último Pedido               | O Gato das Botas 2: O Último Desejo          | 21 de De Dezembro de 2022 | 90.000.000          | 442.500.000     | 95%   | 7,9  |
| 45 | Ruby Gillman, Teenage Kraken                   | Ruby Marinho: Monstro Adolescente              | Ruby: Kraken Adolescente                     | 30 de Junho de 2023       | 70.000.000          | 34.999.612      | 66%   | 5,8  |
| 46 | Trolls Band Together                           | Trolls 3 - Juntos Novamente                    | Trolls 3: Estamos Juntos!                    | 17 de Novembro de 2023    | 95.000.000          | 205.370.119     | 63%   | 6.0  |
| 47 | Orion and the Dark                             | Orion e o Escuro                               | Orion e o Escuro                             | 2 de Fevereiro de 2024    | 38.000.000          | 125.000.000     | 91%   | 6,3  |
| 48 | Megamind vs. The Doom Syndicate                | Megamente vs. O Sindicato da Perdição          | Megamind vs. O Sindicato da Perdição         | 1 de Março de 2024        | 130.000.000         | 110.000.000     | 32%   | 4,7  |
| 49 | Kung Fu Panda 4                                | Kung Fu Panda 4                                | O Panda do Kung Fu 4                         | 8 de Março de 2024        | 85.000.000          | 520.000.000     | 72%   | 6,3  |
| 50 | The Wild Robot                                 | Robô Selvagem                                  | Robot Selvagem                               | 27 de Setembro de 2024    | 78.000.000          | 309.800.000     | 97%   | 8,3  |

### Próximos filmes
| Título                       | Data de Lançamento     | Ref.          |
| ---------------------------- | ---------------------- | ------------- |
| How to Train Your Dragon     | 13 de junho de 2025    |               |
| The Bad Guys 2               | 1 de agosto de 2025    | [ 19 ]        |
| Gabby's Dollhouse: The Movie | 26 de setembro de 2025 | [ 20 ]        |
| Shrek 5                      | 23 de dezembro de 2026 | [ 21 ] [ 22 ] |

### Filmes Em Desenvolvimento
| Título                                | Ref(s)                             |
| ------------------------------------- | ---------------------------------- |
| Ronan Boyle and the Bridge of Riddles | [ 23 ] [ 24 ] [ 25 ] [ 26 ] [ 27 ] |
| Sputnik's Guide to Life on Earth      |                                    |
| Meet the Gillmans                     |                                    |
| Mice and mystics                      | [ 28 ] [ 29 ] [ 30 ] [ 31 ] [ 32 ] |
| O Poderoso Chefinho 3                 | [ 33 ] [ 34 ]                      |
| The Wizards of Once                   | [ 35 ]                             |
| Kung Fu Panda 5                       |                                    |
| Madagascar 4                          |                                    |

### Filmes lançados em Baixo Orçamento
| # | Título Original                 | Título no Brasil                      | Título em Portugal                   | Data de lançamento    | DVD/Streaming |
| - | ------------------------------- | ------------------------------------- | ------------------------------------ | --------------------- | ------------- |
| 1 | Joseph: King of Dreams          | José: O Rei dos Sonhos                | José - Rei dos Sonhos                | 7 de novembro de 2000 | Video-Home    |
| 2 | Megamind vs. The Doom Syndicate | Megamente vs. O Sindicato da Perdição | Megamind vs. O Sindicato da Perdição | 1 de março de 2024    | Peadock       |

### Especiais de TV
| #  | Título Original                                       | Título no Brasil                                      | Título em Portugal     | Data de lançamento     |
| -- | ----------------------------------------------------- | ----------------------------------------------------- | ---------------------- | ---------------------- |
| 1  | Shrek the Halls                                       | Shrek no Natal                                        | A Todos um Shrek Natal | 28 de novembro de 2007 |
| 2  | Monsters vs. Aliens: Mutant Pumpkins from Outer Space | Monstros vs. Alienígenas: Abóboras Mutantes do Espaço |                        | 28 de outubro de 2009  |
| 3  | Merry Madagascar                                      | Feliz Natal Madagascar                                | Feliz Madagáscar       | 17 de novembro de 2009 |
| 4  | Scared Shrekless                                      | Assustando Shrek                                      | O Susto de Shrek       | 28 de outubro de 2010  |
| 5  | Kung Fu Panda Holiday                                 | Especial de Natal Kung Fu Panda                       |                        | 24 de novembro de 2010 |
| 6  | Dragons: Gift of the Night Fury                       | O Presente do Fúria da Noite                          |                        | 15 de novembro de 2011 |
| 7  | Madly Madagascar                                      | Alucinadamente Madagascar                             |                        | 29 de janeiro de 2013  |
| 8  | Puss in Book: Trapped in an Epic Tale                 |                                                       |                        | 20 de junho de 2017    |
| 9  | Trolls Holiday                                        | Trolls: Vamos Festejar                                |                        | 24 de novembro de 2017 |
| 10 | Home For the Holidays                                 |                                                       |                        | 1 de dezembro de 2017  |
| 11 | How to Train Your Dragon: Homecoming                  |                                                       |                        | 3 de dezembro de 2019  |
| 12 | Trolls:Holiday in Harmony                             |                                                       |                        | 26 de novembro de 2021 |

### Curtas-metragens
| #  | Título Original                                     | Título no Brasil                                          | Título em Portugal | Data de lançamento      |
| -- | --------------------------------------------------- | --------------------------------------------------------- | ------------------ | ----------------------- |
| 1  | Shrek in the Swamp Karaoke Dance Party              | Shrek no Baile de Karaokê do Pântano                      |                    | 2 de novembro de 2002   |
| 2  | Shrek 4-D                                           | Shrek 4-D                                                 | Shrek 4-D          | 23 de maio de 2003      |
| 3  | Cyclops Island                                      | Cyclops Island                                            |                    | 18 de novembro de 2003  |
| 4  | Far Far Away Idol                                   | Ídolos Tão Tão Distante                                   |                    | 5 de novembro de 2004   |
| 5  | Club Oscar                                          | O Clube do Oscar                                          |                    | 2 de agosto de 2005     |
| 6  | The Madagascar Penguins in a Christmas Caper        | Os Pinguins de Madagascar em Uma Missão de Natal          |                    | 7 de outubro de 2005    |
| 7  | First Flight                                        | First Flight                                              |                    | 19 de maio de 2006      |
| 8  | Hammy's Boomerang Adventure                         | A Aventura de Hammy com o Bumerangue                      |                    | 17 de outubro de 2006   |
| 9  | Secrets of the Furious Five                         | O Segredo dos Cinco Furiosos                              |                    | 9 de novembro de 2008   |
| 10 | B.O.B.'s Big Break                                  | A Balada do B.O.B                                         |                    | 29 de setembro de 2009  |
| 11 | Legend of the Boneknapper Dragon                    | A Lenda do Rouba-Ossos                                    |                    | 15 de outubro de 2010   |
| 12 | Donkey's Caroling Christmas-tacular                 | Natal Shrektacular do Burro                               |                    | 7 de dezembro de 2010   |
| 13 | Megamind: The Button of Doom                        | Megamente: O Botão da Perdição                            |                    | 25 de fevereiro de 2011 |
| 14 | Thriller Night                                      | Thriller Night                                            |                    | 13 de setembro de 2011  |
| 15 | The Pig Who Cried Werewolf                          | O Porco que Chamou o Lobo                                 |                    | 4 de outubro de 2011    |
| 16 | Night of the Living Carrots                         | A Noite das Cenouras Vivas                                |                    | 13 de outubro de 2011   |
| 17 | Book of Dragons                                     | O Livro dos Dragões                                       |                    | 15 de novembro de 2011  |
| 18 | Kung Fu Panda: Secrets of the Masters               | O Segredo dos Mestres                                     |                    | 13 de dezembro de 2011  |
| 19 | Puss in Boots: The Three Diablos                    | Gato de Botas: Os Três Diablos                            |                    | 24 de fevereiro de 2012 |
| 20 | Rocky and Bullwinkle                                | Rocky e Bullwinkle                                        |                    | 1 de novembro de 2013   |
| 21 | Almost Home                                         | Quase em Casa                                             |                    | 7 de março de 2014      |
| 22 | How to Train Your Dragon: Dawn of the Dragon Racers | Como Treinar o Seu Dragão: A Origem da Corrida de Dragões |                    | 11 de novembro de 2014  |

### Série de televisão
| #  | Título Original                       | Título no Brasil                          | Título em Portugal                         | Data de estreia                                         | Data de término         | Emissora                                        |
| -- | ------------------------------------- | ----------------------------------------- | ------------------------------------------ | ------------------------------------------------------- | ----------------------- | ----------------------------------------------- |
| 1  | Toonsylvania                          |                                           |                                            | 7 de fevereiro de 1998                                  | 18 de janeiro de 1999   | Fox Kids                                        |
| 2  | Invasion America                      | Invasão America                           |                                            | 8 de junho de 1998                                      | 7 de julho de 1998      | The WB                                          |
| 3  | Alienators: Evolution Continues       |                                           |                                            | 15 de setembro de 2001                                  | 22 de junho de 2002     | Fox Kids                                        |
| 4  | Father of the Pride                   | O Rei da Selva                            |                                            | 31 de agosto de 2004                                    | 28 de dezembro de 2004  | NBC                                             |
| 5  | The Penguins of Madagascar            | Os Pinguins de Madagascar                 | Os Pinguins de Madagáscar                  | 28 de maio de 2009                                      | 19 de dezembro de 2015  | Nickelodeon                                     |
| 6  | Neighbors From Hell                   | Vizinhos do Inferno                       |                                            | 7 de junho de 2010                                      | 26 de julho de 2010     | TBS                                             |
| 7  | Kung Fu Panda: Legends of Awesomeness | Kung Fu Panda: Lendas do Dragão Guerreiro | O Panda do Kung Fu: Lendas do Altamente    | 7 de novembro de 2011                                   | 29 de junho de 2016     | Nickelodeon                                     |
| 8  |                                       | Dragões: Os Pilotos de Berk               |                                            | 4 de setembro de 2012                                   | 16 de fevereiro de 2018 | Cartoon Network (2012-2014) Netflix (2015-2018) |
| 9  | Monsters vs. Aliens                   | Monstros vs. Alienígenas                  | Monstros vs. Aliens                        | 23 de março 2013                                        | 8 de fevereiro de 2014  | Nickelodeon                                     |
| 10 | Turbo: F.A.S.T.                       | Turbo: F.A.S.T.                           | Turbo: F.A.S.T.                            | 24 de dezembro de 2013                                  | 6 de fevereiro de 2016  | Netflix Biggs (Portugal)                        |
| 11 |                                       | Os Vegetais: VegeContos em Casa           |                                            | 26 de novembro de 2014                                  | 23 de setembro de 2016  | Netflix                                         |
| 12 | All Hail King Julien                  | Saúdem Todos o Rei Julien                 | Viva o Rei Juliano                         | 19 de dezembro de 2014                                  | 1 de dezembro de 2017   | Netflix                                         |
| 13 | The Adventures of Puss in Boots       | As Aventuras do Gato de Botas             | As Aventuras do Gato das Botas             | 16 de janeiro de 2015                                   | 26 de janeiro de 2018   | Netflix                                         |
| 14 | Dinotrux                              | Dinotrux                                  | Dinotrux                                   | 14 de agosto de 2015                                    | 3 de agosto de 2018     | Netflix                                         |
| 15 | The Mr. Peabody & Sherman Show        | Sr. Peabody e Sherman Show                | Mr. Peabody e Sherman                      | 9 de outubro de 2015                                    | 21 de abril de 2017     | Netflix                                         |
| 16 | Dawn of the Croods                    | Croods, o Início                          | O Amanhecer dos Croods                     | 24 de dezembro de 2015                                  | 7 de julho de 2017      | Netflix                                         |
| 17 | Noddy, Toyland Detective              | Noddy, Toyland Detective                  | Noddy, o Detetive da Cidade dos Brinquedos | 2 de abril de 2016                                      | 22 de março de 2020     | France 5 (França) Channel 5 (Reino Unido)       |
| 18 | Voltron: Legendary Defender           | Voltron: O Defensor Lendário              | Voltron                                    | 10 de junho de 2016                                     | 14 de dezembro de 2018  | Netflix                                         |
| 19 | Home: Adventures with Tip and Oh      | Nossa Casa: As Aventuras de Tip e Oh      | Home: As Aventuras de Tip e Oh             | 29 de julho de 2016                                     | 20 de julho de 2018     | Netflix                                         |
| 20 | Trollhunters                          | Caçadores de Trolls                       | Caçadores de Trolls                        | 23 de dezembro de 2016                                  | 25 de maio de 2018      | Netflix                                         |
| 21 |                                       | Os Vegetais: VegeContos na Cidade         |                                            | 24 de fevereiro de 2017                                 | 15 de setembro de 2017  | Netflix                                         |
| 22 | Spirit Riding Free                    | Spirit Cavalgando Livre                   | Spirit: Espírito Livre                     | 5 de maio de 2017                                       | 8 de dezembro de 2020   | Netflix                                         |
| 23 | Trolls: The Beat Goes On!             | Trolls: O Ritmo Continua!                 | Trolls: O Ritmo Continua!                  | 19 de janeiro de 2018                                   | 22 de novembro de 2019  | Netflix                                         |
| 24 | The Boss Baby: Back in Business       | O Chefinho: De Volta aos Negócios         | The Boss Baby: Volta a Bombar              | 6 de abril de 2018                                      | 17 de novembro de 2020  | Netflix                                         |
| 25 |                                       | As Aventuras do Rocky e Bullwinkle        |                                            | 11 de maio de 2018                                      | 11 de janeiro de 2019   | Amazon Prime Video                              |
| 26 | Harvey Street Kids                    | As Aventuras das Harvey Street            |                                            | 29 de junho de 2018                                     | 10 de janeiro de 2020   | Netflix                                         |
| 27 | The Epic Tales of Captain Underpants  | As Épicas Aventuras do Capitão Cueca      | As Histórias Épicas do Capitão Cuecas      | 13 de julho de 2018                                     | 10 de julho de 2020     | Netflix                                         |
| 28 | She-Ra and the Princesses of Power    | She-Ra e as Princesas do Poder            | She-Ra e as Princesas do Poder             | 13 de novembro de 2018                                  | 15 de maio de 2020      | Netflix                                         |
| 29 | Kung Fu Panda: The Paws of Destiny    | Kung Fu Panda: As Patas do Destino        |                                            | 16 de novembro de 2018                                  | 4 de julho de 2019      | Amazon Prime Video                              |
| 30 | 3Below: Tales of Arcadia              | Os 3 Lá Embaixo: Contos da Arcadia        | 3 Entre Nós: Contos de Arcadia             | 21 de dezembro de 2018                                  | 12 de julho de 2019     | Netflix                                         |
| 31 | Where's Waldo                         |                                           |                                            | 20 de julho de 2019                                     | Presente                | Universal KIDS (2019) Peacock (2020-presente)   |
| 32 |                                       | As aventuras de Arquibaldo                |                                            | 6 de setembro de 2019                                   | presente                | Netflix(2019-2020) Peacock (2021-presente)      |
|    |                                       | Dragões - Equipes de Resgate              |                                            | 27 de setembro de 2019                                  | presente                | Netflix (2019-2020) Peacock (2021-presente)     |
| 33 | Cleopatra in Space                    | Cleópatra no Espaço                       | Cleopatra no Espaço                        | 25 de Novembro de 2019 (Ásia) 15 de Julho de 2020 (EUA) | 14 de janeiro de 2021   | DreamWorks Channel (Ásia) Peacock (EUA)         |
| 34 | Fast & Furious: Spy Racers            | Velozes & Furiosos: Espiões do Asfalto    | Velocidade Furiosa – Espiões ao Volante    | 26 de dezembro de 2019                                  | presente                | Netflix                                         |
| 35 | Kipo and the Age of Wonderbeasts      | Kipo e os Animonstros                     | Kipo e as Criaturas Incríveis              | 14 de janeiro de 2020                                   | 12 de outubro de 2020   | Netflix                                         |
| 36 | Rhyme Time Town                       | Cidade Cirandinha                         | Cidade Ciranda                             | 19 de junho de 2020                                     | presente                | Netflix                                         |
| 37 | Wizards: Tales of Arcadia             | Magos: Contos da Arcadia                  | Magos: Contos de Arcadia                   | 7 de agosto de 2020                                     |                         | Netflix                                         |

## Prêmios e nomeações

### Academy Awards
| Ano  | Filme                                          | Categoria                | Vencedor/Nomeado(s)                                           | Resultado |  |
| ---- | ---------------------------------------------- | ------------------------ | ------------------------------------------------------------- | --------- |  |
| 1998 | O Príncipe do Egito                            | Melhor Trilha Sonora     | Hans Zimmer                                                   | Venceu    |  |
| 1998 | O Príncipe do Egito                            | Melhor Canção Original   | 'When You Believe"                                            | Venceu    |  |
| 2001 | Shrek                                          | Melhor Filme de Animação | Aron Warner                                                   | Venceu    |  |
| 2001 | Shrek                                          | Melhor Roteiro Adaptado  | Ted Elliott, Terry Rossio, Joe Stillman e Roger S.H. Schulman | Indicado  |  |
| 2002 | Spirit: Stallion of the Cimarron               | Melhor Filme de Animação | Jeffrey Katzenberg                                            | Indicado  |  |
| 2004 | Shrek 2                                        | Melhor Filme de Animação | Andrew Adamson                                                | Indicado  |  |
| 2004 | Shrek 2                                        | Melhor Canção Original   | "Accidentally in Love"                                        | Indicado  |  |
| 2004 | Shark Tale                                     | Melhor Filme de Animação | Bill Damaschke                                                | Indicado  |  |
| 2005 | Wallace & Gromit: The Curse of the Were-Rabbit | Melhor Filme de Animação | Nick Park e Steve Box                                         | Venceu    |  |
| 2008 | Kung Fu Panda                                  | Melhor Filme de Animação | John Stevenson e Mark Osborne                                 | Indicado  |  |
| 2010 | How to Train Your Dragon                       | Melhor Filme de Animação | Chris Sanders e Dean DeBlois                                  | Indicado  |  |
| 2010 | How to Train Your Dragon                       | Melhor Trilha Sonora     | John Powell                                                   | Indicado  |  |
| 2011 | Kung Fu Panda 2                                | Melhor Filme de Animação | Jennifer Yuh Nelson                                           | Indicado  |  |
| 2011 | Puss in Boots                                  | Melhor Filme de Animação | Chris Miller                                                  | Indicado  |  |
| 2013 | Os Croods                                      | Melhor Filme de Animação | Chris Sanders, Kirk DeMicco e Kristine Belson                 | Indicado  |  |
| 2014 | How to Train Your Dragon 2                     |                          | Dean DeBlois and Bonnie Arnold                                | Indicado  |  |

### Globos de Ouro
| Ano  | Filme                            | Categoria                          | Vencedor/Nomeado(s)    | Resultado |
| ---- | -------------------------------- | ---------------------------------- | ---------------------- | --------- |
| 1998 | O Príncipe do Egito              | Melhor Trilha Sonora               | Hans Zimmer            | Indicado  |
| 1998 | O Príncipe do Egito              | Melhor Canção Original             | "When You Believe"     | Indicado  |
| 2000 | A Fuga das Galinhas              | Melhor Filme de Comédia ou Musical |                        | Indicado  |
| 2001 | Shrek                            | Melhor Filme de Comédia ou Musical |                        | Indicado  |
| 2002 | Spirit: Stallion of the Cimarron | Melhor Canção Original             | "Here I Am"            | Indicado  |
| 2004 | Shrek 2                          | Melhor Canção Original             | "Accidentally in Love" | Indicado  |
| 2007 | Bee Movie                        | Melhor Filme de Animação           |                        | Indicado  |
| 2008 | Kung Fu Panda                    | Melhor Filme de Animação           |                        | Indicado  |
| 2010 | How to Train Your Dragon         | Melhor Filme de Animação           |                        | Indicado  |
| 2011 | Puss in Boots                    | Melhor Filme de Animação           |                        | Indicado  |
| 2012 | A Origem dos Guardiões           | Melhor Filme de Animação           |                        | Indicado  |
| 2013 | Os Croods                        | Melhor Filme de Animação           |                        | Indicado  |
| 2014 | How to Train Your Dragon 2       | Melhor Filme de Animação           |                        | Venceu    |